# Ачара (Зестафонський муніципалітет)
Ачара (груз. აჭარა) — село в Грузії.
За даними перепису населення 2014 року в селі проживає 80 осіб.